# ISO 3166-2:VC
ISO 3166-2:VC — стандарт Международной организации по стандартизации, который определяет геокоды. Является подмножеством стандарта ISO 3166-2, относящимся к Сент-Винсент и Гренадинам.
Стандарт охватывает 6 приходов Сент-Винсента и Гренадин. Каждый код состоит из двух частей: кода Alpha2 по стандарту ISO 3166-1 для Сент-Винсента и Гренадин — VC и дополнительного кода, записанных через дефис. Дополнительный код образован двухсимвольным числом. Геокоды приходов Сент-Винсента и Гренадин являются подмножеством кодов домена верхнего уровня — VC, присвоенного Сент-Винсенту и Гренадинам в соответствии со стандартами ISO 3166-1.

## Геокоды Сент-Винсента и Гренадин
Геокоды 6 приходов административно-территориального деления Сент-Винсента и Гренадин.
| Геокод | Административная единица | Статус |
| ------ | ------------------------ | ------ |
| VC-01  | Шарлотта                 | приход |
| VC-04  | Сент-Джордж              | приход |
| VC-02  | Сент-Андру               | приход |
| VC-05  | Сент-Патрик              | приход |
| VC-03  | Сент-Дэвид               | приход |
| VC-06  | Гренадины                | приход |

## Геокоды пограничных Сент-Винсенту и Гренадинам государств
- Сент-Люсия — ISO 3166-2:LC (на севере (морская граница)),
- Гренада — ISO 3166-2:GD (на юге (морская граница)).